# 宏观
宏观尺度是指可以用肉眼测量与观察的物体的尺度。当用在现象或抽象物体（abstract object）时，则是描述，我们所能理解，存在于这世界上的。宏观尺度通常大致在1毫米至1公里之间。
宏观这词语也可指引为大尺度观点；那就是，只有从大尺度才能得着的观点。一个宏观的立场可以被认为是一副大图画。

## 例子
宏观的观察一个皮球，只能看到一个球；而微观的观察，则可以看到一层厚厚的皮，皮上有许多绉纹与裂缝（经过显微镜观察），或者将尺度变得更细微，则可看到一团群集著的球状体的分子。

## 物理学的宏观
在物理学裏，宏观是一种与观察的对象，有密切关系的物理特性。如果观察的是银河，那恒星只是个微观的实体，虽然恒星的尺度的數量級大大超过我们。另外，錢學森提出，現代科學應當將原有的“宏觀”和“微觀”概念擴充為五個，即：渺觀、微觀、宏觀、宇觀和脹觀。

## 參看
- 长度
- 微观